# Ophain
Ophain is een dorp in de Belgische provincie Waals-Brabant. Het ligt in Ophain-Bois-Seigneur-Isaac, een deelgemeente van Eigenbrakel. Door Ophain loopt het riviertje de Hain.

## Geschiedenis
Het goed, waarvan de naam oorspronkelijk Op-heim was ('verheven huis') behoorde in 1430 aan Jan van Huldenberg, die het bij het domein Bois-Seigneur-Isaac voegde. In 1488 werden het eigendom en het dorp verwoest en verbeurdverklaard, toen de heer ervan, Antoine de Dave, in opstand kwam tegen Maximiliaan van Oostenrijk. De nieuwe heer werd Filips van Wittem.
In 1676 werd het dorp opnieuw grotendeels verwoest door Hollandse troepen. In 1695 nam de Engelse koning Willem III van Oranje Ophain als uitvalsbasis, van waaruit aanvallen werden uitgevoerd tot voor de poorten van Brussel.
Ophain hing gedeeltelijk af van het hertogdom Brabant en gedeeltelijk van het graafschap Henegouwen, onder de kasselrij 's-Gravenbrakel.
Op het eind van het ancien régime werd Ophain een gemeente. De gemeente werd bij keizerlijk decreet van 1811 al opgeheven en met Bois-Seigneur-Isaac samengevoegd tot de nieuwe gemeente Ophain-Bois-Seigneur-Isaac.

## Bezienswaardigheden
- De Sint-Aldegondiskerk (Église Sainte-Aldegonde) is heeft een classicistische toren en schip van 1762. Transept en koor zijn in 1916-1917 gebouwd in traditionalistische stijl.
- De Chapelle Notre-Dame des Belles Pierres van 1922-1927 gebouwd op de plaats van een al in de 15e eeuw bestaand bedevaartsoord. In de tuin hierachter vindt men zeven pijlerkapelletjes die de zeven smarten van Maria verbeelden.

## Natuur en landschap
Ophain ligt aan de bovenloop van de Hain. De hoogte aan de kerk bedraagt 112 meter.

## Verkeer en vervoer
Ophain ligt langs het zuidelijk deel van de Brusselse Ring R0, die er een op- en afrit heeft.

## Nabijgelegen kernen
Bois-Seigneur-Isaac, Lillois-Witterzée, Eigenbrakel, Woutersbrakel
Deelgemeenten: Eigenbrakel · Lillois-Witterzée · Ophain-Bois-Seigneur-Isaac

Overige dorpen en gehuchten: Belles-Pierres · Bois-Seigneur-Isaac · Hougoumont · Les Culots · L'Ermite · L'Estrée · Lillois · Mont-Saint-Pont · Odeghien · Ophain · Paudure · Sart-Moulin · Sept Fontaines · Witterzée

Belgische gemeenten · Arrondissement Nijvel · Waals-Brabant · Wallonië